# Hit Mania Dance 2000
Hit Mania Dance 2000 è una raccolta di 22 successi da ballare pubblicata su CD e MC nel dicembre 1999. Fa parte della collana Hit Mania ed è mixata dal DJ Mauro Miclini. La copertina è stata progettata da Gorial.

## Tracce
1. Gigi D'Agostino – Another Way – 3:34
2. Lady Violet – Inside to Outside – 2:57
3. 2 Thousand – Fire (feat. D.D. Klein) – 3:00
4. Mabel – Disco Disco – 2:41
5. The Lawyer – I Wanna MMM... – 2:28
6. A.C. One – Sing A Song Now Now – 2:54
7. Cassandra – Just Tell Me Why – 2:25
8. Gayà – I Keep On Dreaming – 3:00
9. Apple 9 – What You Do To Me – 2:09
10. The Soundlovers – Walking – 2:24
11. More – 4 Ever With Me – 2:33
12. Shaft – (Mucho Mambo) Sway – 2:20
13. Funny – Sing A Song (All Night Long) – 2:40
14. Malik from The Outhere Brothers – You Don't Know Malik – 2:58
15. Alice Deejay – Back In My Life – 2:00
16. Nagano All Stars – Push It To The Limit – 3:19
17. CRW – I Feel Love – 2:22
18. Ce Ce Lee – Tarantella – 2:32
19. Lock'N Load – Blow Ya Mind – 2:08
20. Piet Blank & Jaspa Jones – After Love – 2:55
21. 50 Hertz – DC – 1:56
22. Lyte Funkie Ones (L.F.O.) – Summer Girls – 4:15

Durata totale: 59:30